# Sand in My Shoes
Sand in My Shoes – utwór brytyjskiej popowej piosenkarki Dido pochodzący z jej drugiego albumu studyjnego, zatytułowanego Life for Rent. Został wyprodukowany przez Rollo Armstronga i Dido, która także zajęła się wraz z Rickiem Nowelsem stworzeniem do niego tekstu. 13 września 2004 roku utwór został wydany przez wytwórnię Sony Music jako czwarty, a zarazem ostatni singel z płyty Life for Rent. Do singla nakręcono także teledysk, którego reżyserią zajął się Alex DeRackoff.

## Notowania
| Lista (2004)                             | Najwyższa pozycja |
| ---------------------------------------- | ----------------- |
| Australia (Top 50 Singles)               | 37                |
| Austria (Ö3 Austria Top 40)              | 57                |
| Belgia (Flandria) (Ultratop 50 Singles)  | 15                |
| Holandia (Single Top 100)                | 59                |
| Niemcy (Top 100 Singles)                 | 54                |
| Stany Zjednoczone (Hot Dance Club Songs) | 1                 |
| Stany Zjednoczone (Adult Top 40)         | 24                |
| Szwajcaria (Singles Top 100)             | 95                |
| Wielka Brytania (Singles Top 100)        | 29                |